# Trawlery typu B 20
Trawlery typu B 20 – polskie motorowe trawlery burtowe wyprodukowane w latach 1961–1962 przez Stocznię im. Komuny Paryskiej (Gdynia) w liczbie 15 sztuk dla przedsiębiorstwa Odra w Świnoujściu.
Wszystkie jednostki dokonywały połowów z burty, używając włoka dennego 28/32 i 26/30. Tonaż jednostek wynosił 797 RT brutto, moc maszyn 1375 KM, a załoga składała się z 32 osób. Statki działały głównie na północno-zachodnim Atlantyku, na Morzu Północnym i (w mniejszym stopniu) na szelfie Afryki. Złowioną rybę na jednostkach można było solić, a w mniejszym udziale także mrozić. Seria stanowiła grupę przejściową od starszych trawlerów parowych i mazutowych (np. B-10 i B-14), do późniejszych serii trawlerów-przetwórni (np. B-15, B-18, B-22).
Kolejno oddawano do użytku następujące jednostki (nazwy od polskich jezior): Mamry, Miedwie, Mielno, Morąg, Morskie Oko, Wicko, Wigry, Wieczno (1961; Wieczno w 1966 przejął Morski Instytut Rybacki), Gardno, Gopło, Jamno, Jasień, Sejno, Szczytno, Śniardwy (1962).